# Va'a-o-Fonoti
Va'a-o-Fonoti è un distretto delle Samoa. Comprendente parte dell'isola Upolu, ha una popolazione (Censimento 2016) di 1.621.  Il capoluogo è Samamea.